# Jacareacanga
Jacareacanga là một đô thị thuộc bang Pará, Brasil. Đô thị này có diện tích 53303,089 km², dân số năm 2007 là 37055 người, mật độ 0,7 người/km².